# Štefan Dúbrava
Štefan Dúbrava (11. ledna 1915 Bošáca – 17. března 2003) byl slovenský palubní střelec 311. československé bombardovací perutě.

## Život

### Před druhou světovou válkou
Štefan Dúbrava se narodil 11. ledna 1915 v Bošáce na západním Slovensku v rodině Františka Dúbravy a Anny, rozené Palkové. Vystudoval dva roky hospodářské školy. Prezenční vojenskou službu nastoupil v roce 1937 u Dělostřeleckého pluku 153.

### Druhá světová válka
Po rozpadu Československa v březnu 1939 byl Štefan Dúbrava převeden do nově vzniklé slovenské armády. Dne 10. července téhož roku zběhl a odešel do Francie, kde 1. srpna 1939 vstoupil do cizinecké legie. Od 15. srpna sloužil v Sidi-Bel-Abbès v Alžírsku. Po vypuknutí druhé světové války byl ze závazku uvolněn a 26. září zařazen do vznikající Československé armády v zahraničí. Sloužil u pěchoty, poté u dělostřelectva. Po pádu Francie v červnu 1940 se evakuoval do Spojeného království, kam dorazil 7. července. Byl zařazen opět k dělostřeleckému oddílu Československé armády. Dne 11. srpna 1942 byl převzat do Royal Air Force. Dne 28. října téhož roku se oženil s Gladys May King, manželům se v roce 1943 narodila dcera Gilian a v roce 1945 Katrina Anna. Po dokončení výcviku byl 24. listopadu 1943 zařazen jako palubní střelec k 311. československé bombardovací perutě. Jako její příslušník se účastnil protiponorkových a protilodních hlídkových letů nad oceánem.

### Po druhé světové válce
Po skončení druhé světové války pokračoval Štefan Dúbrava ve službě v armádním letectvu. Dosáhl hodnosti praporčíka. Dne 31. května 1948 byl komunistickou mocí zproštěn činné služby a odeslán na dovolenou s čekáním. Odešel opět do emigrace a v červenci 1948 se vrátil ke službě v Royal Air Force jako palubní střelec a radista. Ve vlasti byl poté degradován a zbaven vyznamenání. Ze služby odešel v roce 1965. Zemřel 17. března 2003.

## Vyznamenání
- 1945 a 1946 Československá medaile Za chrabrost před nepřítelem
- 1946 Československá medaile za zásluhy I. stupně
- 1946 2x Československý válečný kříž 1939